# Falabella

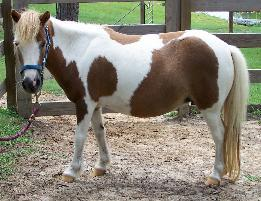
Konik Falabella

Falabella (pot. pampa) – rasa koni wyhodowana w XIX wieku w Argentynie. Wzięła nazwę od rodziny o tym nazwisku, która przez lata prowadziła jej hodowlę na ranczu Recreode Roca w okolicy Buenos Aires. Nazwa potoczna "pampa" wzięła się z pampy argentyńskiej, gdzie rasa ta powszechnie występuje. Jest to najmniejsza rasa koni miniaturowych na świecie.
- Średni wzrost: poniżej 75 cm w kłębie
- Rodzaje maści: wszystkie (ostatnio preferowane są umaszczenia w typie appaloosa – tarantowate)
- Miejsce pochodzenia: Argentyna

Na pomysł wyhodowania miniaturowego konia pierwszy wpadł Patrick Newtall, Irlandczyk mieszkający w Argentynie. Spędził on wiele lat, starając się wyhodować stado małych koni mierzących poniżej 75 cm w kłębie, a następnie przekazał swą wiedzę i doświadczenie zięciowi – Juanowi Falabella w 1879 r. To właśnie był początek rasy, która została stworzona poprzez skrzyżowanie kuców szetlandzkich ze stadem Newtalla. Zwierzę jak na swoje rozmiary (masa ciała 35-40 kg) jest bardzo silne – z powodzeniem ciągnie lekkie powoziki, może też być dosiadane przez małe dzieci. Jednak pokrój rasy wraz ze stromymi łopatkami oraz niezwykle drobnymi wymiarami nie stawia jej pośród najlepszych kuców dziecięcych. Średnia życia wynosi 35 lat.

## Użytkowanie
Konie Falabella mogą być użytkowane do ciągnięcia małych powozów oraz do wożenia małych dzieci. Koniki te są wybitnymi skoczkami, są w stanie przeskoczyć nawet metrową przeszkodę – nie pod jeźdźcem. Są jednak głównie używane jako konie "maskotki" ze względu na swoje niewielkie rozmiary i przyjazne usposobienie.